# Heinrich Steinberg
Heinrich Steinberg (* 17. Dezember 1913 in Schimmerwitz, Kreis Lauenburg i. Pom.; † 5. Mai 1995 in Arnum, einem Stadtteil von Hemmingen) war in den 1950er-Jahren Bürgermeister (FDP) von Hohenkirchen und trat später als Dichter von Schüttelreimen hervor.

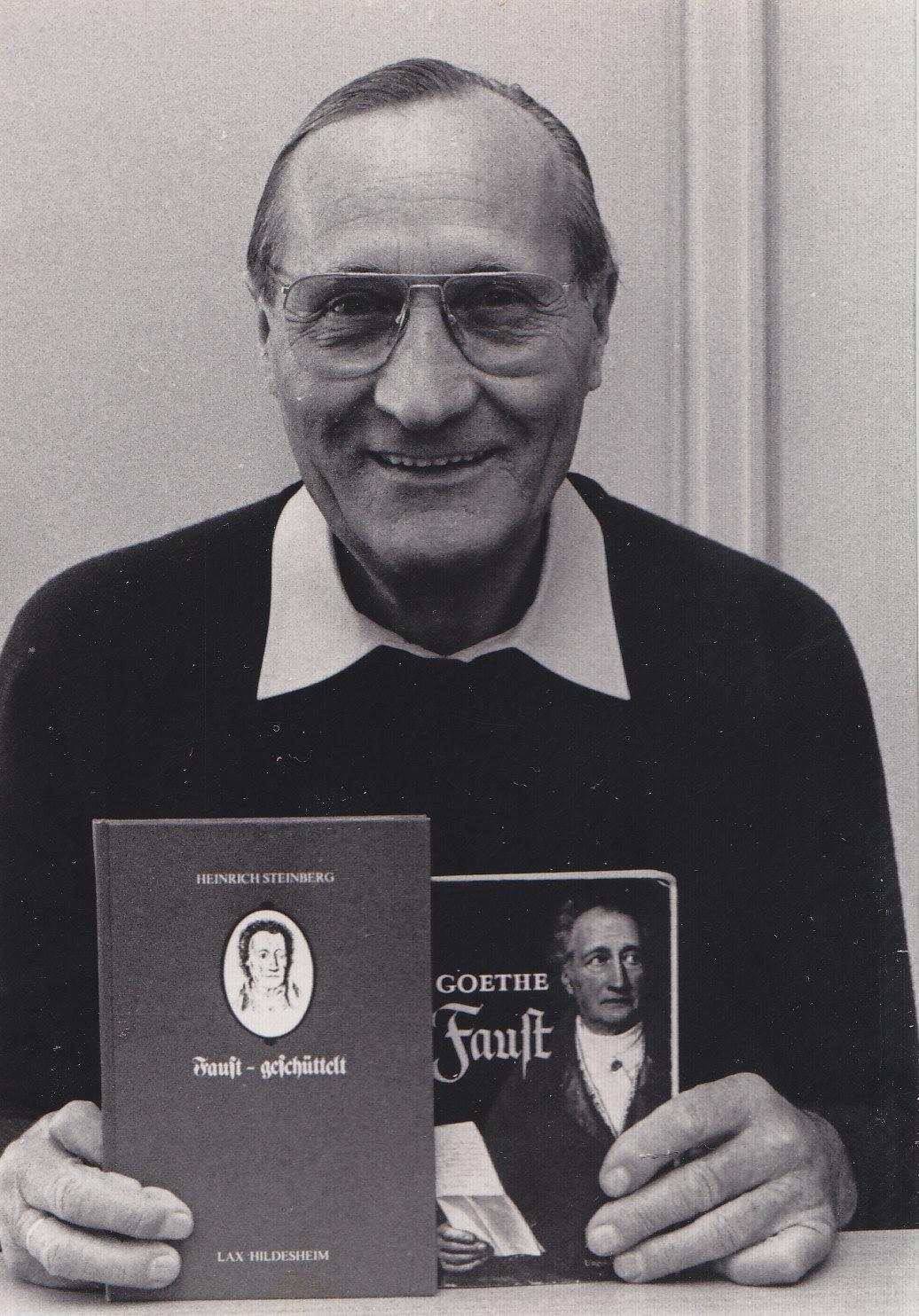
Heinrich Steinberg 1984 zum Erscheinen von Faust – geschüttelt

## Leben
Heinrich Steinberg wurde am 17. Dezember 1912 in Schimmerwitz im Kreis Lauenburg i. Pom. in Hinterpommern als Sohn des Lehrers Hermann Steinberg und dessen Frau Ida, geb. Stach geboren. Er war nach dem Abitur an der Staatlichen Bildungsanstalt Köslin zunächst Banklehrling, dann Führer im Reichsarbeitsdienst (RAD) und beendete den Zweiten Weltkrieg als Kommandeur einer Panzerabteilung, die dem Befehl von Generalleutnant Kurt-Jürgen von Lützow unterstand. Nach seiner Entlassung aus der polnischen Gefangenschaft betrieb Steinberg ab ca. 1951 ein Fuhrunternehmen in Hohenkirchen, wurde dort 1952 trotz seines Status als „Flüchtling“ zum Bürgermeister (FDP) gewählt und blieb dies bis 1959. Nach ihm ist auch eine Straße im Ort benannt. Nebenher studierte er Betriebswirtschaftslehre, kam nach Hannover und war dort bis zu seiner Pensionierung Prokurist bei der Continental AG. Politisch war er zwischenzeitlich zur SPD gewechselt.
Als Pensionär konnte er sich verstärkt seinen Hobbys zuwenden. Eines davon war das Schüttelreimen. Sieben Jahre brauchte es, um seinen nach eigenen Angaben lang gehegten Plan, Goethes Faust zu „verschütteln“, umzusetzen. 1984 wurde dieses Bemühen mit Faust – geschüttelt vollendet. Es folgten noch Reinke Fuchs (1989) und als Herausgeber und Mitautor Bridge heiter? (ohne Jahr, nach 1989). Einzelne Schüttelreimgedichte gingen in diverse Anthologien ein. Mit seinen Werken war er wiederholt Gast im Rundfunk und trat auch in einer Talkshow auf. Steinberg war Mitglied im Heimatbund Niedersachsen, Ortsgruppe Hemmingen. Er war zweimal verheiratet und hatte vier Kinder.

## Werke
- Heinrich Steinberg: Faust – geschüttelt. Ein vorwiegend heiteres Spiel in 12 Bildern ziemlich frei nach Faust I. Lax, Hildesheim  1984, ISBN 3-7848-8251-X.
- Heinrich Steinberg: Reinke Fuchs. Ein sehr altes, sehr neues Levitenbuch in Schüttelreimen und Hexametern. Lax, Hildesheim 1989, ISBN 3-7848-8258-7.
- Heinrich Steinberg (Hrsg.): Bridge heiter? - daß ich nicht lache…. topp+möller, Detmold ohne Jahr (nach 1989).

Als Mitautor in Anthologien:
- Karl Leberecht Emil Nickel (Hrsg.): Schüttelsprüche. Eine Anthologie über geschüttelte Sprichwörter, Lebensregeln und -weisheiten, Sinnsprüche, Reflexionen, Gebote und Maximen von über 87 Autoren aus mehr als hundert Jahren in insgesamt 775 Schüttel-Versen und Schüttel-Gedichten. Lax, Hildesheim 1995, ISBN 3-8269-8262-2.
- Sita Steen (Hrsg.): Neue Schüttelgedichte der Meistergilde. Herausgegeben von Sita Steen. Lax, Hildesheim 1985, ISBN 3-7848-8252-8.

## Rezensionen
„Goethe, der viel Spaß an Ironie und Satire hatte (obwohl man das oft zu unterdrücken suchte und noch sucht) hätte diesen Faust - Geschüttelt mit Freuden gelesen.“

„"Faust geschüttelt" von Heinrich Steinberg ist das Werk eines Artisten, eines Menschen, von dem man annehmen muß, daß er in Schüttelreimen auch träumt. Doch abgesehen von dieser frappierenden Fertigkeit, bestimmte Silbenkonstellationen augenblicklich im Krebsgang 'durchleuchten' zu können: Steinbergs Text ist gespickt von Wortspielen und Anspielungen, von vertrackter Sprachakrobatik (selbst mit lateinischen, englischen, französischen Brocken) und von meisterhaften Zähmungsleistungen herkömmlicher deutscher Grammatik. Hinzu kommt, und nicht eben selten, die Dimension von Zeitkritik, Gesellschaftssatire und politischer Diskussion. Wer meinen wollte, mit dem Schüttelreim gelinge nur leichtfüßig Humoriges, nur leichtgewichtig Witziges - der sollte bei Steinberg umlernen.“

„Steinbergs zeitgemäße, formal und in der inhaltlichen Aussage aktualisierte Bearbeitung reiht sich zwanglos in diese Erzähltradition ein. In früheren Jahrhunderten wäre dieser Reinke Fuchs sicher auf den Index gesetzt worden, heute sollte er als Schulbuch genutzt werden.“

„Der Leser wird feststellen: Der Autor ist in der Wortwahl ein Heutiger, in der Moral auf der Höhe unserer Zeit und in der Form ein Virtuose.“

## Ehrungen
- An seine Verdienste als Bürgermeister erinnert die Heinrich-Steinberg-Straße im Nordwesten von Hohenkirchen, Gemeinde Wangerland.[1]